# Лена Андерссон
Олена Андерссон (швед. Lena Marianne Andersson; нар.. 11 квітня 1955, Фритсала, Вестерйотланд) — шведська співачка. Виконувала балади, пісні у стилі фолк і кантрі. Найбільшої популярності досягла у 1970-ті роки. До її репертуару входили пісні, написані учасниками АББА Бйорном Ульвеусом і Бенні Андерссоном. Також як бек-вокалістка брала участь у навколосвітній турне АББА і у фільмі «ABBA: The Movie», що розповідає про їх виступ в Австралії.

## Життєпис
Лена Андерссон в семирічному віці переїхала з батьками до Гальмстада, де й почала вчитися в першому класі. В 12 років вона спробувала грати на гітарі, і вирішила, що її голос найкраще підходить для виконання фолк-музики в стилі Джоан Баез і Джуді Коллінз. Вона почала писати музику і в грудні 1970 року вислала сім своїх записів з гітарним акомпанементом на радіо в програму Янне Форселла «Så det kan bli». Коли пісні Лени передавали на радіо, їх почув Стіг Андерсон. У січні Лена зі своїм батьком поїхала до Стокгольма і пізно ввечері в п'ятницю проспівала в прямому ефірі програми «Midnight hour», і тоді ж зустрілася зі Стігом Андерсоном, який запропонував їй записати LP. Платівка «Lena 15» вийшла під час тижня спортивних канікул 1971 року за участю гітариста Янне Шаффера і піаніста Яна Боквіста.
Лена вперше з'явилася на телебаченні у 15 років у квітні того ж 1971 року в програмі «Hylands hörna» з піснею «Är det konstigt att man längtar bort nån gång» (пісня «i'm gonna be a country girl again» Баффі Сент-Марі для якої Стіг Андерссон написав шведський текст). Пісня посіла перше місце в Svensktoppens і таким чином стала відома всій країні.
У тому ж році вона провела турне Швецією давши 79 концертів і виступаючи в парках. Піку популярності вона досягла на початку 1970-х років коли серед інших виконавців взяла участь у Melodifestivalen (шведський відбірковий конкурс до Євробачення) 1972 року, де зайняла 3-є місце з піснею «Säg det med en sång». 1972 року вийшов LP на якому серед інших були і дві пісні японською мовою, і в тому ж році разом з Bjorn & Benny (тоді так називалася майбутня АББА) взяла участь у «Tokyo musik festival» з піснею «Better to have loved» і виборола перший приз. Деякий час вона виступала як бек-вокалістка з гуртом АББА, зокрема, у фільмі «ABBA — The Movie» (1977). У тому ж році вона знову взяла участь у Melodifestivalen з мелодією «Det bästa som finns» (написаної Тедом і Кеннетом Гердестадом) і посіла 8-е місце.
Наприкінці 1980-х років вийшла пара поп-синглів, записаних разом з гітаристом Ларсом Фінбергом («Tonight», «Lay Baby Lay», «Build me up» (інша назва «Inspiration»)). Жоден з них, втім, не став популярним. Останнім вийшов диском (не рахуючи збірників 1991 і 2002 років) була «Tonight»/«Coming Through» вийшов 1983 року. В серпні 1985 р. на Мальорці Лена Андерссон прийняла християнство. Вона переїхала з Уппсали до Смоланду в 1997 році і працювала з піаністом Магнусом Еклефом з якими випустили багато записів в наступні чотири роки. 2001 року (останній рік життя в Швеції) Лена Андерссон виступала разом з Nizzan Jazzband у своєму рідному місті Хальмстаді.
26 травня 2001 року Лена вийшла заміж за американця Тобе Хуббарда в Поскаллавікській церкві, і відтоді носить прізвище Андерссон Хуббард. 22 серпня 2001 року вона переїхала до США, в місце, що знаходиться за декілька миль від Сан-Дієго в Каліфорнії. Зараз Лена співає госпел, балади або джаз з релігійними текстами, крім того, бере участь в християнських богослужіннях як учасниця хору або солістка. У квітні 2007 року вона разом з чоловіком переїхала до міста Турлок, після того як він отримав там місце пастора.

## Дискографія
Сингли:
- 1971 Är det konstigt att man längtar bort nån gång?
- 1971 Scarborough Fair
- 1971 Jag kommer
- 1971 Tom Tom käre vän
- 1972 Säg det med en sång
- 1972 Better to Have Loved (Than Never Loved at All)
- 1972 Sol, vind och vatten
- 1972 Söderjäntans söndag
- 1973 Hej du glada sommar
- 1974 — Hasta Mañana (шведською)
- 1974 — SOS (німецькою)
- 1975 — Jag har väntat på dig
- 1976 — Fernando (німецькою)
- 1983 Tonight/Coming Through

Альбоми:
- 1971 Lena, 15
- 1971 Lena
- 1972 12 nya visor
- 1977 Det bästa som finns
- 1991 Spotlight (samlings-CD)
- 2003 Musik vi minns (samlings-CD)